# エドモンド・ヒラリー
サー・エドモンド・パーシヴァル・ヒラリー（Sir Edmund Percival Hillary, KG, ONZ, KBE, 1919年7月20日 - 2008年1月11日）は、ニュージーランドの登山家、冒険家。
1953年5月29日午前11時30分（ネパール時間）、テンジン・ノルゲイと共に、人類初となるエベレスト山頂到達に成功した。
存命中からニュージーランドの銀行券5ドル紙幣の肖像に採用されている。
「なぜエベレストに登るのか？」の質問に対して、ヒラリーが「そこにエベレストがあるから」（「そこに山があるから」は誤訳）と答えたと、しばしば勘違いされている。これは英語圏においても同様である。この言葉は、ヒラリーによるものではなく、ジョージ・マロリーによるものである。ジョージ・マロリー#「そこにエベレストがあるから」を参照のこと。

## 来歴
オークランド生まれ。翌年、父のパーシバルが養蜂業を営むためオークランドの南に位置するツアカウへ一家で引越す。幼少期は虚弱児で内向的な性格の持ち主であったが、蜂の巣箱を運ぶ作業の中で足腰が鍛えられ、高校生で身長は195cmに達する。長身に加え養蜂業の手伝いで心肺機能が鍛えられ登山家としての活動に適した体が作られたという。
ツアカウ小学校を卒業後、オークランドの名門オークランド・グラマー・スクールへ進学。16歳の時に高校の旅行でルアペフ山を訪れた時に山に魅了され登山を始める。20歳でオリヴィア山(1933m)の登頂に成功。エンジニアを目指しオークランド大学で数学と理学を専攻したが2年で中退する。大学中退後は弟のレックスと共に養蜂業に従事する。

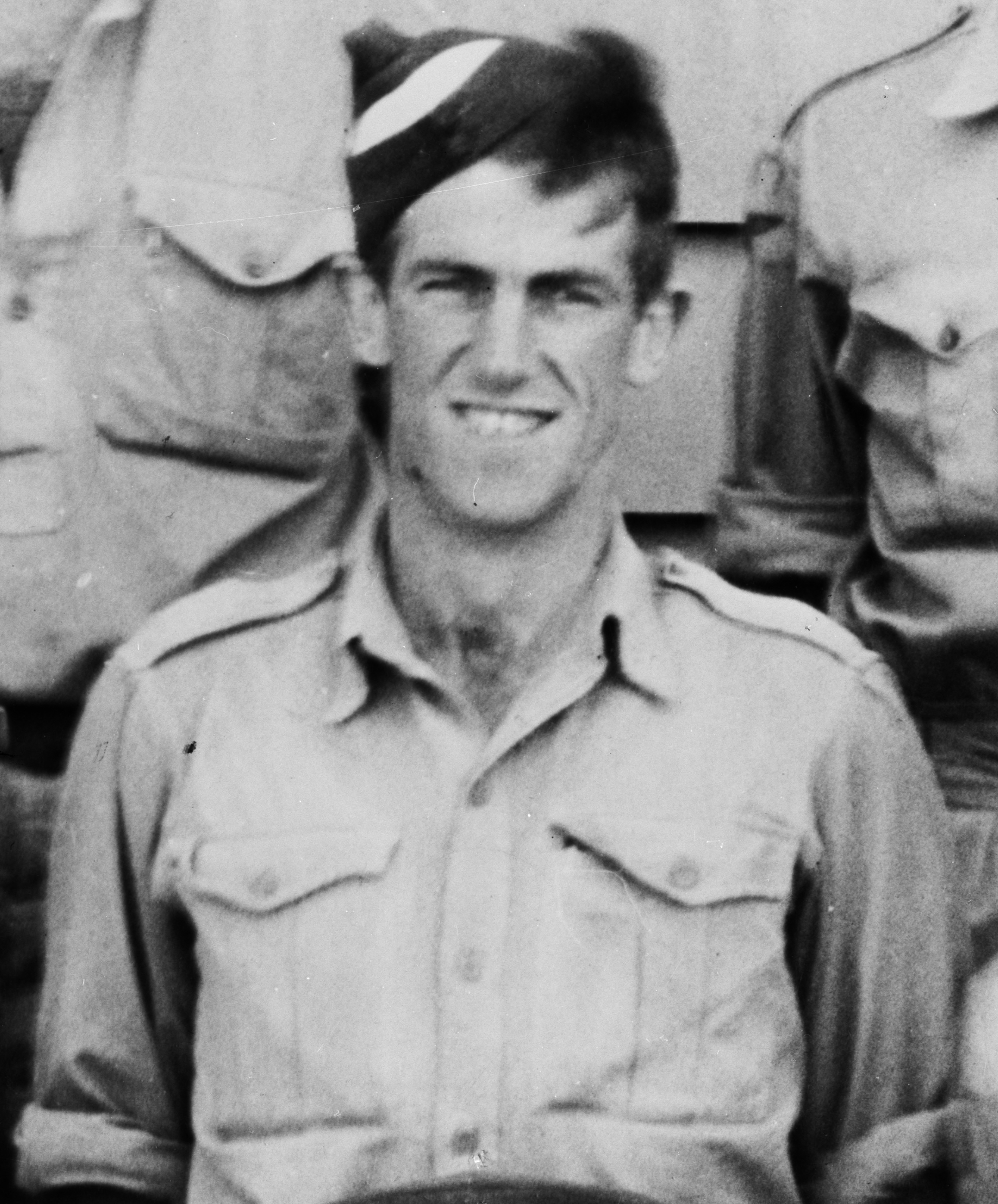
王立ニュージーランド空軍(RNZAF)時代のヒラリー

第二次世界大戦中は王立ニュージーランド空軍(RNZAF)に所属し、第5・第6RNZAF飛行隊で航空士として従軍した。1945年にフィジーとソロモン諸島での任務についたがボートの事故で負傷しニュージーランドへ帰還した。
1948年1月30日、クック山の登頂に成功。
1951年のニュージーランド・ガルワール・ヒマラヤ探検隊のメンバーに選出され、同年エリック・シプトン率いる英国エベレスト偵察探検メンバーに、1952年には英国チョ・オユー探検メンバー（登頂未達成）に選出された。

### エベレスト登頂
中国によるチベット支配の影響からエベレストのチベット側ルートの使用ができず、ネパール政府は年1組限定の入山許可の発行を決定した。1952年に結成されたスイス・エベレスト探検隊は山頂まであと240mの地点に到達するも天候不良により下山。スイス隊の登頂は時間の問題とされ、1954年の入山許可をフランス隊が取得、1955年の入山許可をスイス隊が取得していたことから、英国山岳会と王立地理学会が組織するヒマラヤ協議会は最後の挑戦と捉え1953年に英国・エベレスト探検隊を結成。英国の威信を掛け英国人登山家11名、ニュージーランド人登山家2名、ネパール人登山家2名、ポーター362名、シェルパ20名の総勢400名による大登山隊を結成した。隊長にはイギリス陸軍大佐のジョン・ハントが任命され、ニュージーランドからはヒラリーと長年の登山パートナーであるジョージ・ロウが選出された。ネパールからノルゲイとアンヌルが選出された。ヒラリーはエベレスト挑戦までに20,000フィート（6,096メートル）以上の高峰を11座制した。

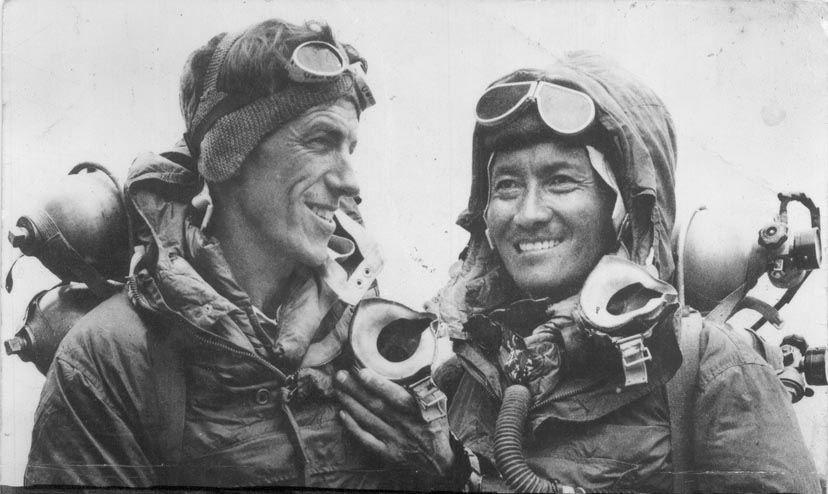
エベレスト登頂を達成したヒラリー（左）とノルゲイ（右）（1953年5月29日）

1953年3月、英国隊はベースキャンプを設置。エヴァンズとパートナーのトム・ボーディロン（イギリス人）が第1次アタック隊に指名され、ヒラリー・ノルゲイペアは第2次アタック隊に指名された。同年5月26日、エヴァンズ・ボーディロンペアがアタックを開始するも山頂まで91mのところでエヴァンズの酸素ボンベの不調により登頂を断念。ハントはヒラリー・ノルゲイペアに出動を指示し、同年5月28日、ロウ他2名のシェルパの支援を得て最終キャンプを設置。翌29日早朝よりアタックを開始し、同日午前11時30分にサミットに到達した。英国隊はエベレスト制覇の悲願を達成した。この偉業達成は世界中に報道され、カトマンズ到着時には盛大に歓迎され、イギリス君主エリザベス2世から登山隊37名に対し戴冠メダルが授与された。

### エベレスト登頂後

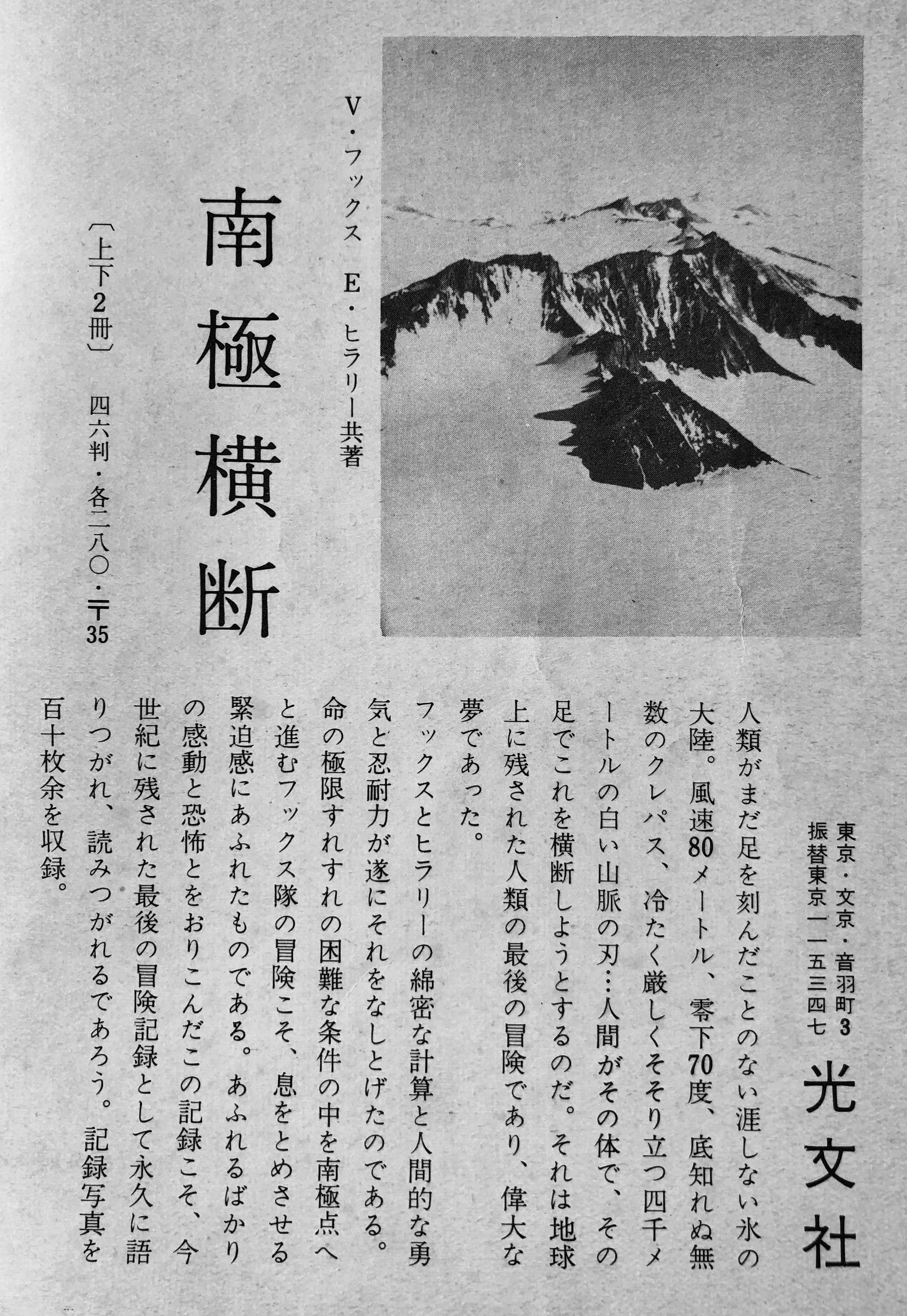
ヴィヴィアン・フックスとの共著『南極横断』（光文社、1959年）の広告

エベレスト登頂後はイギリスの南極横断遠征隊に参加し、1958年にはトラクターで南極点に到達した。
1985年から1989年まで4年半に渡り、駐インド高等弁務官（現・インド高等弁務官 兼 バングラデシュ・ネパール・スリランカ大使）を務めた。1985年にニール・アームストロングと共に雪上飛行機で北極点に到達し、北極点・南極点・エベレスト山頂の三極を制覇するスリー・ポール・チャレンジを世界で初めて達成した。
慈善団体「ヒマラヤ基金」を創設し、ネパール・ナムチェバザール地区の開発に力を注いだ。この地区に彼が1960年に建設したクムジュン小学校の校庭にもヒラリーの銅像がある。1975年、ネパール滞在中の彼の元に向かっていた妻と次女を飛行機事故で失う。
引退後はニュージーランドで再び養蜂業を営む。1989年にジェーン・マルグリューと再婚（彼女の前夫ピーター・マルグリューはヒラリーの登山家仲間で、1979年にニュージーランド航空901便エレバス山墜落事故で死去）。

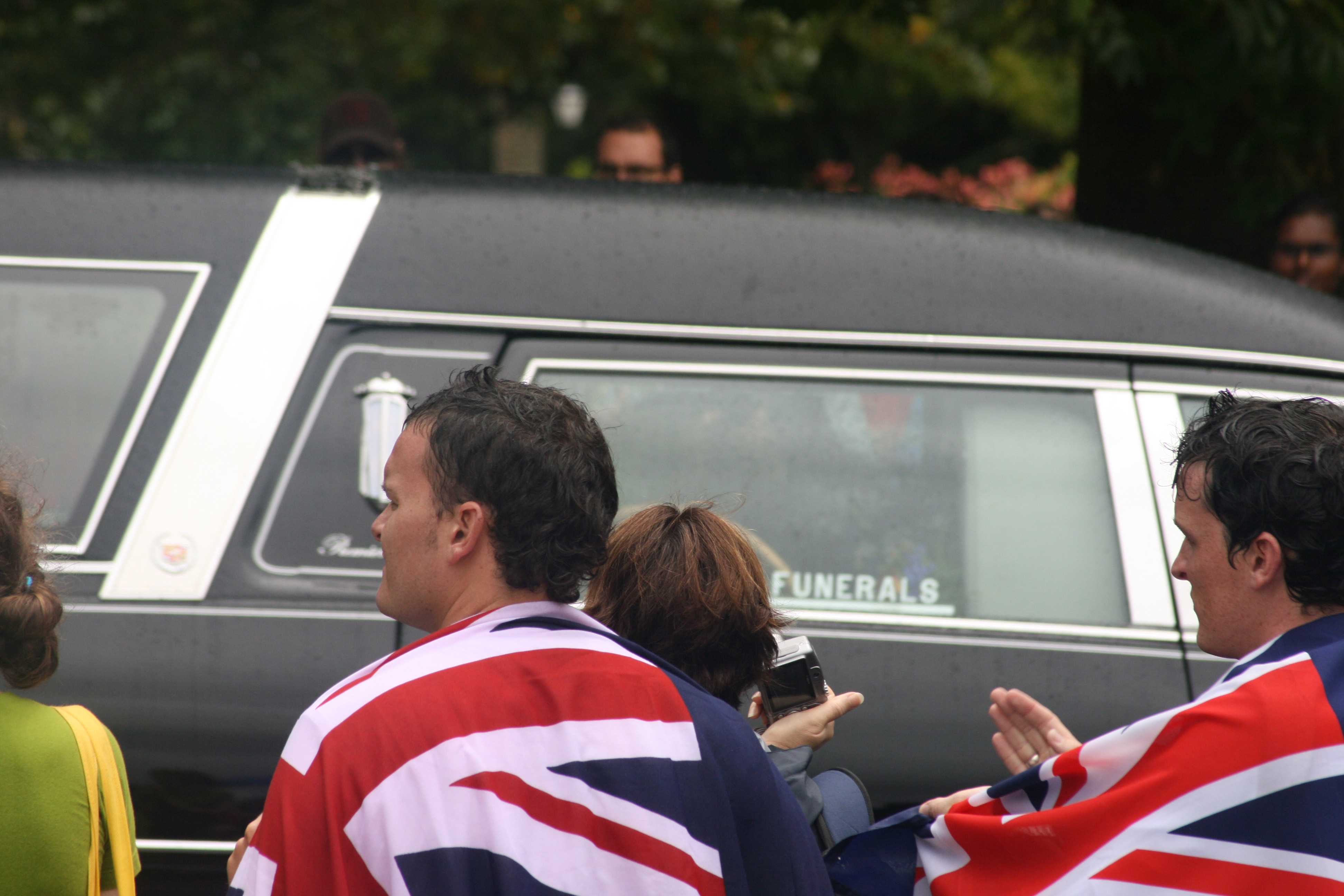
ニュージーランドの国旗を背にかけて、国葬に付されたヒラリーの遺体を乗せた霊柩車を見送る人々。

2008年1月11日に心臓発作により88歳で死去。同年1月22日にオークランドにて国葬が行われ、遺灰は遺言によりオークランドの海に撒かれた。
現在主流となっている商業公募隊によるガイド登山には非常に批判的で、後に大量遭難事件で死亡したロブ・ホールを名指しで非難することもあった。
冒険家で作家のピーター・ヒラリーは長男。ピーターは2002年に、エベレスト登頂50周年を記念してテンジン・ノルゲイの孫、タシ・ワンチュク・テンジンとともにエベレストに登頂に成功した。後にスリー・ポール・チャレンジも達成。
2015年、遠征時の日記・写真・装備や晩年に至るまでの講演を収録したオーディオ・ビジュアル素材などがユネスコ記憶遺産に登録された。

## 栄誉
- 1953年6月6日にイギリス君主エリザベス2世から大英帝国勲章ナイトの勲位を授与されSir(サー)の称号を得た。
- 1958年に、ヒマラヤや南極探険の業績により、王立地理学会から金メダル（パトロンズ・メダル）を授与された[8]。
- 1987年2月6日にニュージーランド勲章を、1995年4月22日にガーター勲章を授与された。2008年にインド政府より民間人として第2位のパドマ・ビブーシャ勲章（英語版）を授与された。
- 1992年から、ヒラリーの肖像が描かれているニュージーランド・ドル5ドル紙幣の通用が開始された。
- 2003年7月、ニュージーランドの最高峰アオラキ/マウント・クック（3,754m）の麓にある山岳リゾートホテル、ハミテージ・ホテル前に彼の銅像が建てられた。